# HU-320
HU-320 je lek koji je srodan sa kanabidiolom, koji ima jaka antiinflamatorna i imunosupresivna svojstva, bez psihoaktivnog dejstva.